# Episodi di Gli Orsetti del Cuore (quarta stagione)
| nº        | Titolo inglese                              | Titolo italiano                     | Prima TV USA      | Prima TV Italia |
| --------- | ------------------------------------------- | ----------------------------------- | ----------------- | --------------- |
| 20 (31)   | Care Bear Town Parade                       | La parata degli orsetti del cuore   | 30 aprile 1988    |                 |
| 21 (32)   | Hearts at Sea                               | Marinai e Pirati                    | 7 maggio 1988     |                 |
| 22 (33)   | No Business Like Snow Business              | Neve, che passione!                 | 14 maggio 1988    |                 |
| 23 (34)   | The Factory of Uncaring                     |                                     | 21 maggio 1988    |                 |
| 24a (35a) | The Lost Gift                               |                                     | 28 maggio 1988    |                 |
| 24b (35b) | Lotsa Heart's Wish                          | Il desiderio di Fortecuore          | 28 maggio 1988    |                 |
| 25 (36)   | The Showdown                                | Prova di forza                      | 4 giugno 1988     |                 |
| 26 (37)   | Caring for Spring                           | La primavera è in pericolo          | 11 giugno 1988    |                 |
| 27a (38a) | The Turnabout                               | Scambio di ruoli                    | 18 giugno 1988    |                 |
| 27b (38b) | Cheer of the Jungle                         | Avventure di Allegra nella giungla  | 18 giugno 1988    |                 |
| 28a (39a) | Beautiful Dreamer                           |                                     | 25 giugno 1988    |                 |
| 28b (39b) | The Care Bears Carneys                      | Il Luna-Park                        | 25 giugno 1988    |                 |
| 29a (40a) | The Pirate Treasure                         | Il tesoro del pirata                | 2 luglio 1988     |                 |
| 29b (40b) | Grin and Bear It                            | Far buon viso a cattivo gioco       | 2 luglio 1988     |                 |
| 30a (41a) | Perils of the Pyramid                       | I pericoli della piramide           | 9 luglio 1988     |                 |
| 30b (41b) | Bedtime for Care-a-lot                      | La sabbia del sonno                 | 9 luglio 1988     |                 |
| 31a (42a) | The Fountain of Youth                       |                                     | 16 luglio 1988    |                 |
| 31b (42b) | Treat Heart Baba and the Two Thieves        |                                     | 16 luglio 1988    |                 |
| 32a (43a) | Doctor Brightenstein's Monster              | Il mostro del dottor Nobilstein     | 23 luglio 1988    |                 |
| 32b (43b) | The Care Fair Scare                         |                                     | 23 luglio 1988    |                 |
| 33a (44a) | Mystery of the Phantom                      | Il fantasma del teatro              | 30 luglio 1988    |                 |
| 33b (44b) | Under the Bigtop                            | Sotto il tendone da circo           | 30 luglio 1988    |                 |
| 34a (45a) | The Most Ancient Gift                       | Il dono più antico                  | 6 agosto 1988     |                 |
| 34b (45b) | Ski Trouble                                 | Problema di sci                     | 6 agosto 1988     |                 |
| 35a (46a) | The Care Bear Exercise Show                 |                                     | 13 agosto 1988    |                 |
| 35b (46b) | The Care-a-lot Games                        | Le olimpiadi di Tantamore           | 13 agosto 1988    |                 |
| 36a (47a) | Gram's Cooking Corner                       |                                     | 20 agosto 1988    |                 |
| 36b (47b) | A Care Bear's Look at Food Facts and Fables |                                     | 20 agosto 1988    |                 |
| 37a (48a) | The Thing That Came to Stay                 |                                     | 27 agosto 1988    |                 |
| 37b (48b) | Space Bubbles                               | Bolle spaziali                      | 27 agosto 1988    |                 |
| 38a (49a) | Cheer Bear's Chance                         | Un'opportunità per Allegrorsa       | 3 settembre 1988  |                 |
| 38b (49b) | A Hungry Little Guy                         | Il piccolo ghiottone                | 3 settembre 1988  |                 |
| 39a (50a) | King of the Moon                            | Re delle macchiette                 | 10 settembre 1988 |                 |
| 39b (50b) | On Duty                                     |                                     | 10 settembre 1988 |                 |
| 40a (51a) | The Secret of the Box                       |                                     | 17 settembre 1988 |                 |
| 40b (51b) | The Frozen Forest                           |                                     | 17 settembre 1988 |                 |
| 41a (52a) | Grumpy's Little Friend                      |                                     | 24 settembre 1988 |                 |
| 41b (52b) | One Million C.B.                            |                                     | 25 settembre 1988 |                 |
| 42a (53a) | Tugs the Brave                              | Babyorso il valoroso                | 1 ottobre 1988    |                 |
| 42b (53b) | Coconut Crazy                               | La pazza invenzione                 | 1 ottobre 1988    |                 |
| 43a (54a) | Bad Luck Friday                             | Venerdì 13                          | 8 ottobre 1988    |                 |
| 43b (54b) | Food Frolics                                | A caccia di cibo                    | 8 ottobre 1988    |                 |
| 44a (55a) | It's Raining, It's Boring                   | Attività in una giornata piovosa    | 15 ottobre 1988   |                 |
| 44b (55b) | A Day Without Tugs                          | Una giornata senza Babyorso         | 15 ottobre 1988   |                 |
| 45a (56a) | The Fabulous Safety Game                    | Sicurezza con gli orsetti del cuore | 22 ottobre 1988   |                 |
| 45b (56b) | A Rhyme in Time                             | Storie pericolose                   | 22 ottobre 1988   |                 |
| 46a (57a) | Songfellow Strum and His Magic Train        | Canta che ti passa                  | 29 ottobre 1988   |                 |
| 46b (57b) | Music Video                                 |                                     | 29 ottobre 1988   |                 |